# جنسیس جی۹۰
جنسیس جی۹۰ (کره‌ای: 제네시스 G90) یک خودروی فول سایز چهاردر و پنج صندلی است. این‌خودرو در کلاس لوکس سدان قرار می‌گیرد و توسط هیوندای با نشان تجاری جنسیس به‌عنوان جانشین هیوندای سنتیال از سال ۲۰۱۵ تولید می‌شود.
این خودرو تا پیش از فیس‌لیفت نسل اول در کره جنوبی با نام جنسیس ئی‌کیو۹۰۰ عرضه می‌شد.

## نگارخانه

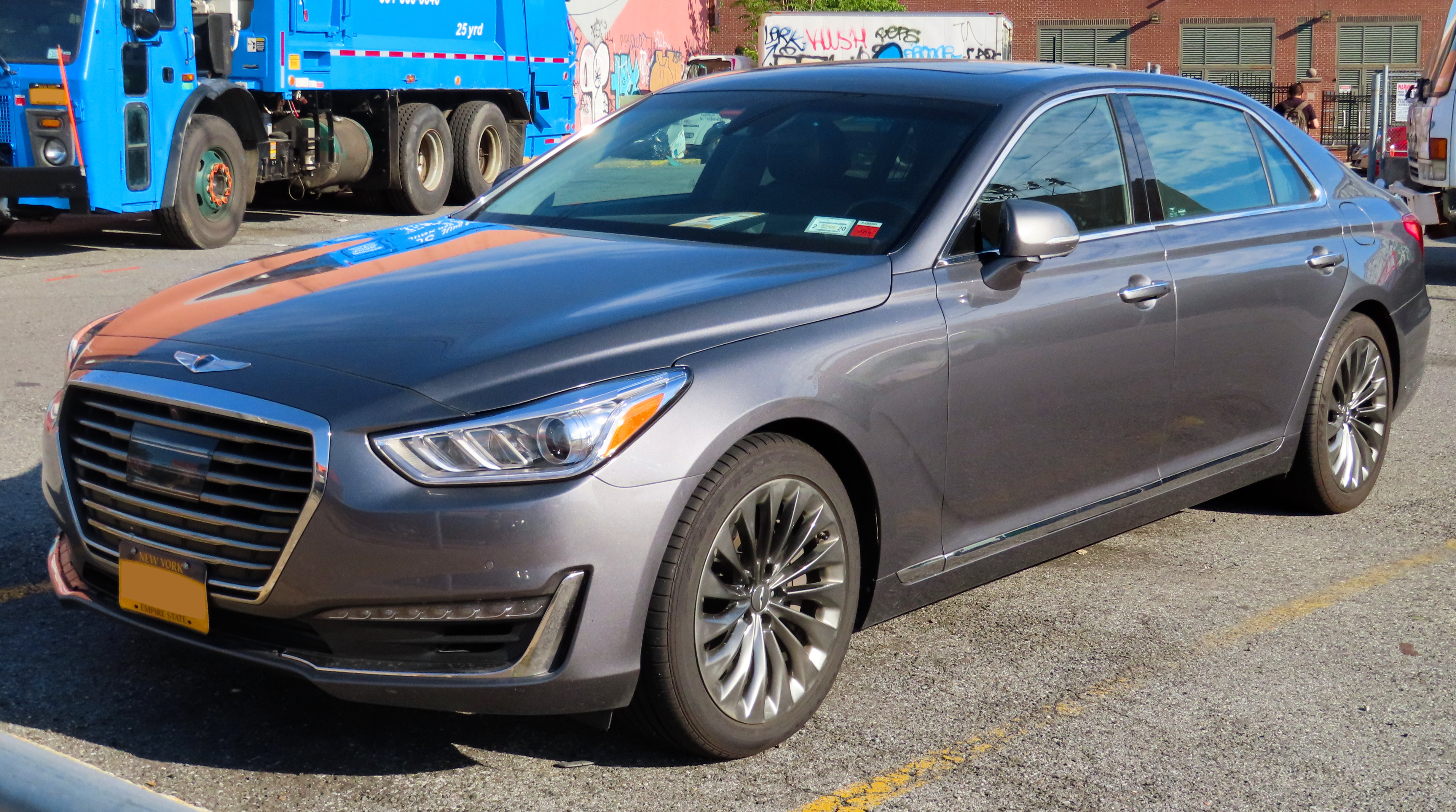
جنسیس جی۹۰ ۲۰۱۷
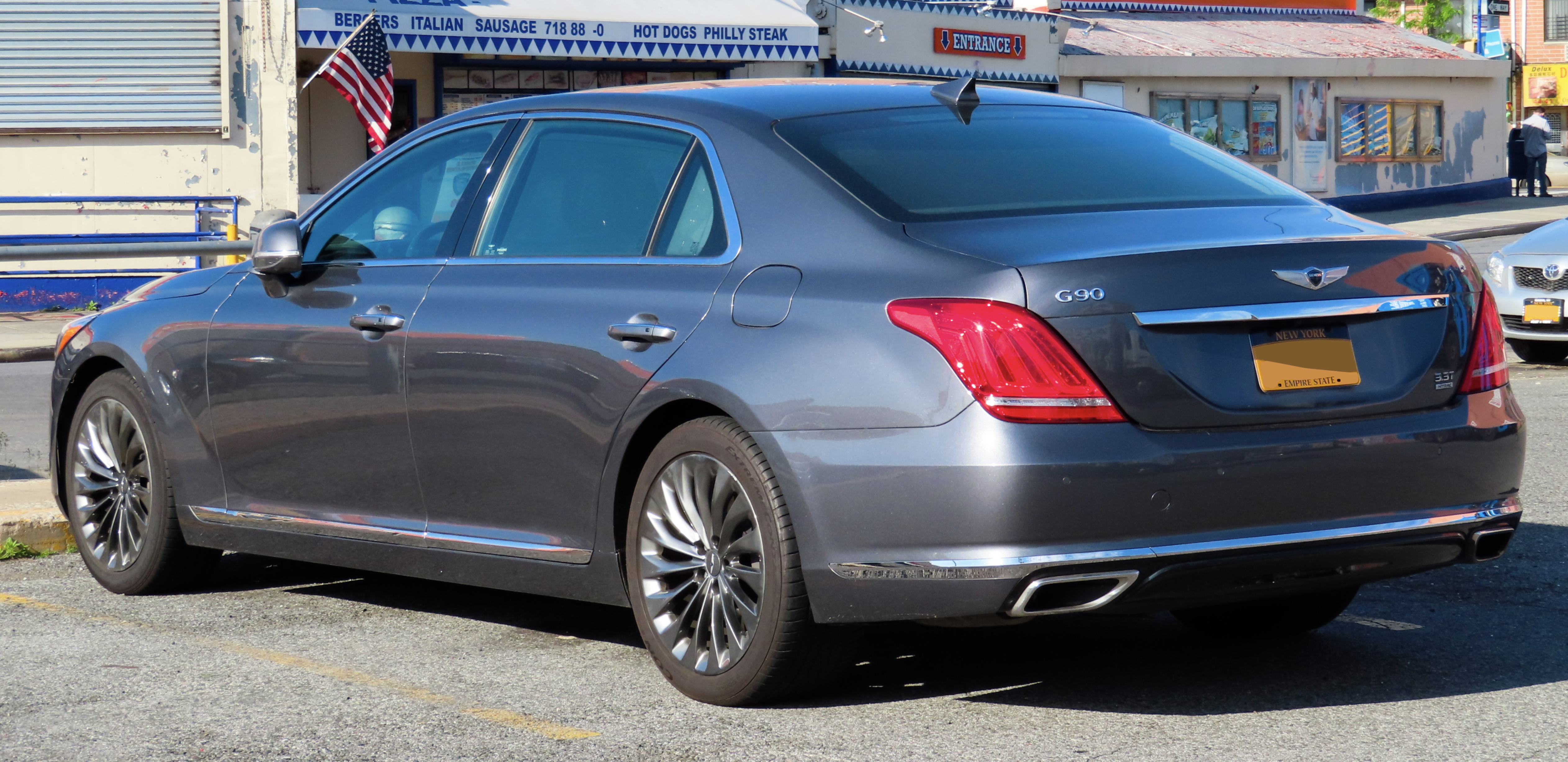
جنسیس جی۹۰ ۲۰۱۷
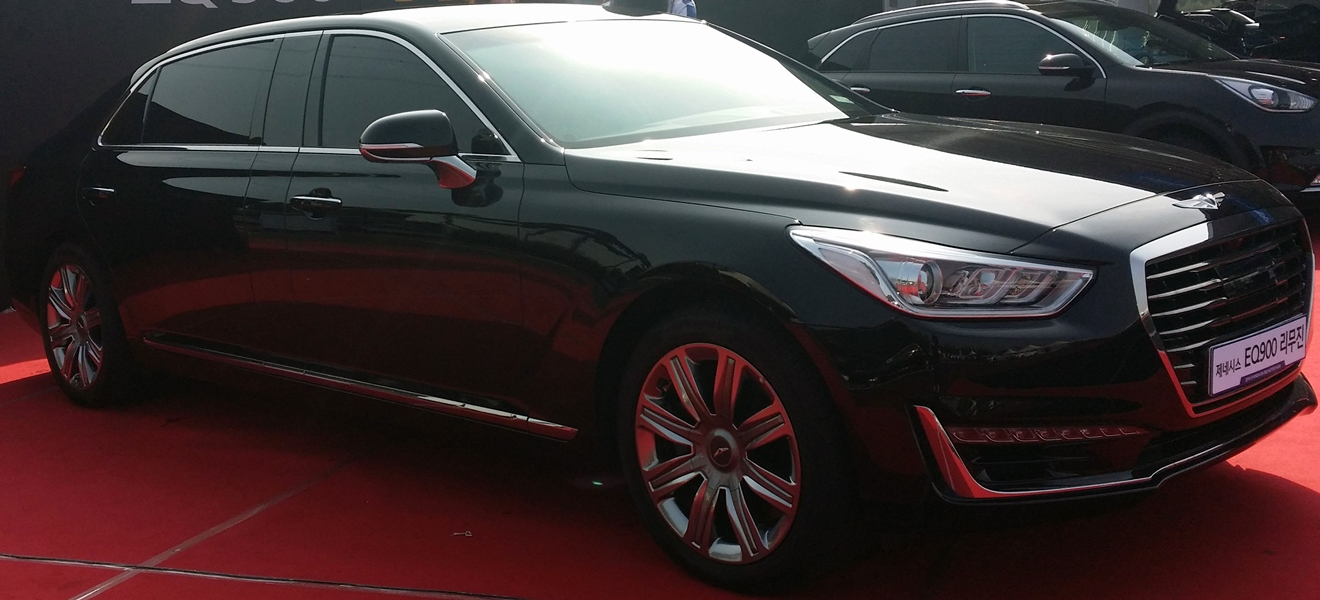
جنسیس ئی‌کیو۹۰۰ال
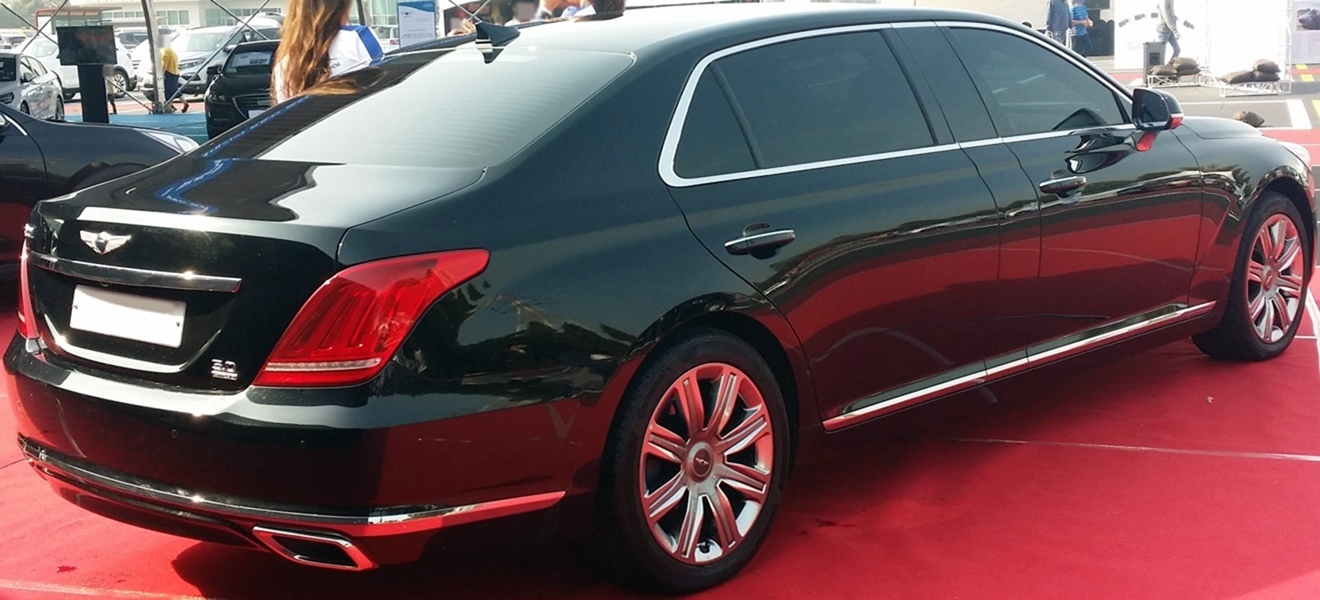
جنسیس ئی‌کیو۹۰۰ال
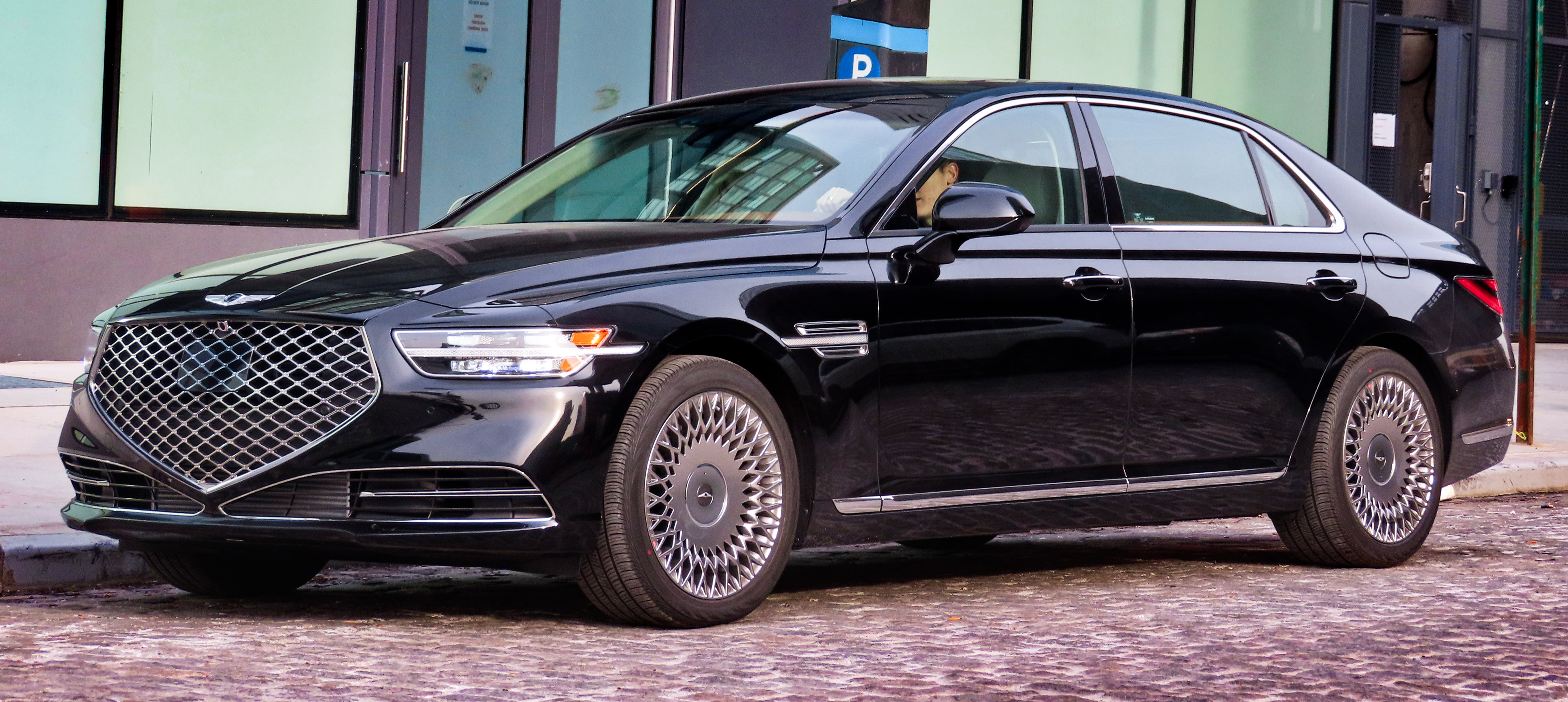
جنسیس جی۹۰ ۲۰۲۰ (فیس‌لیفت)
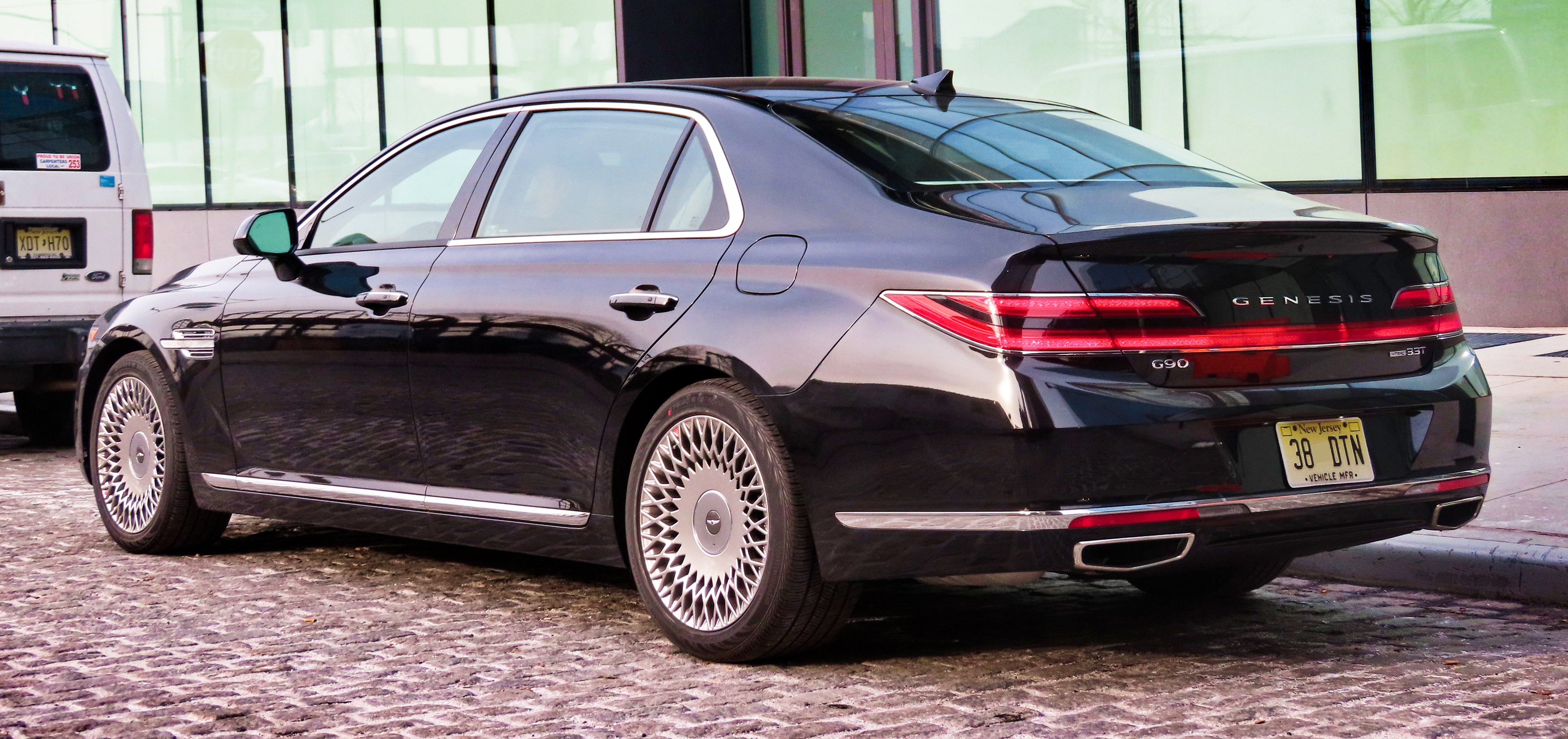
جنسیس جی۹۰ ۲۰۲۰ (فیس‌لیفت)
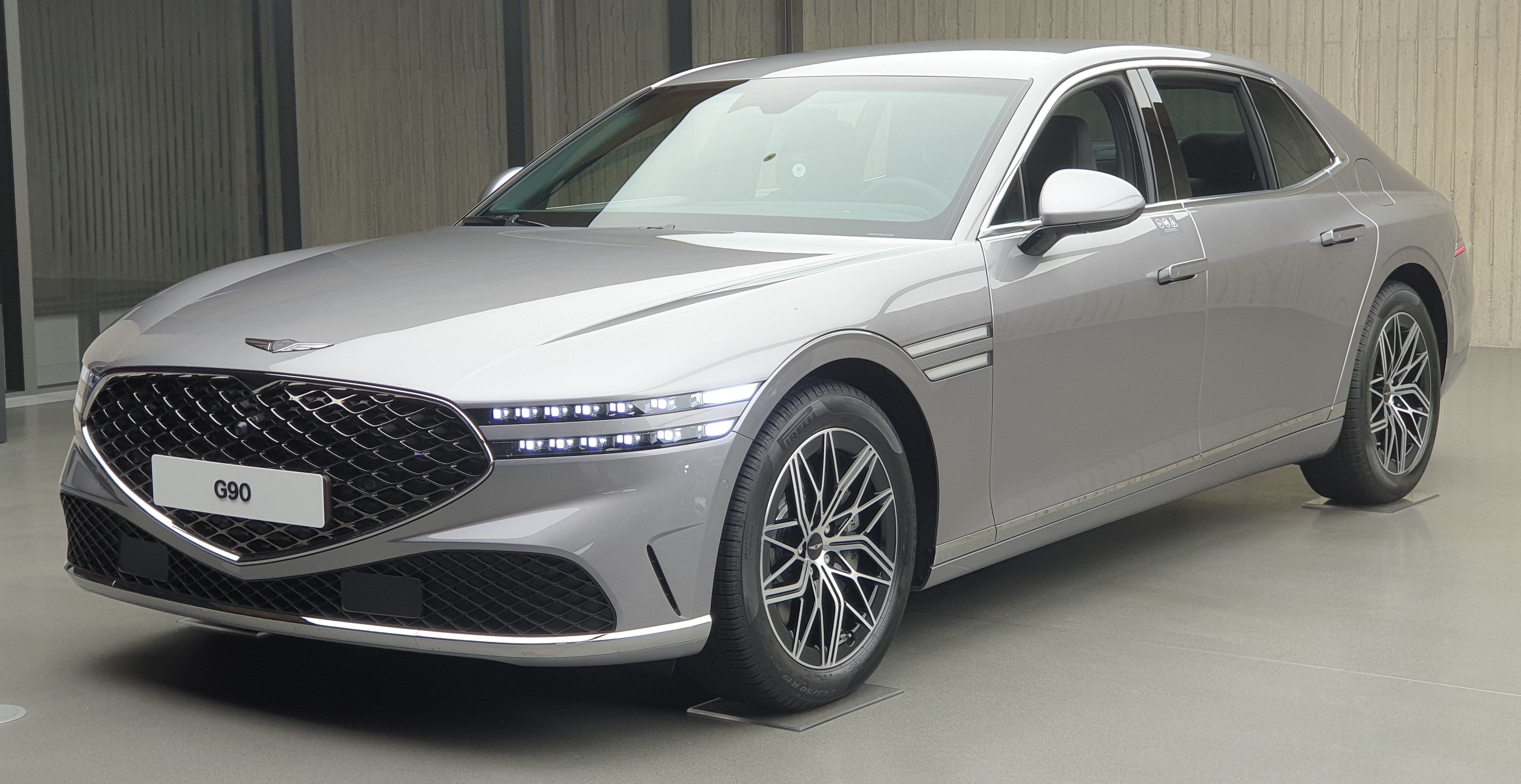
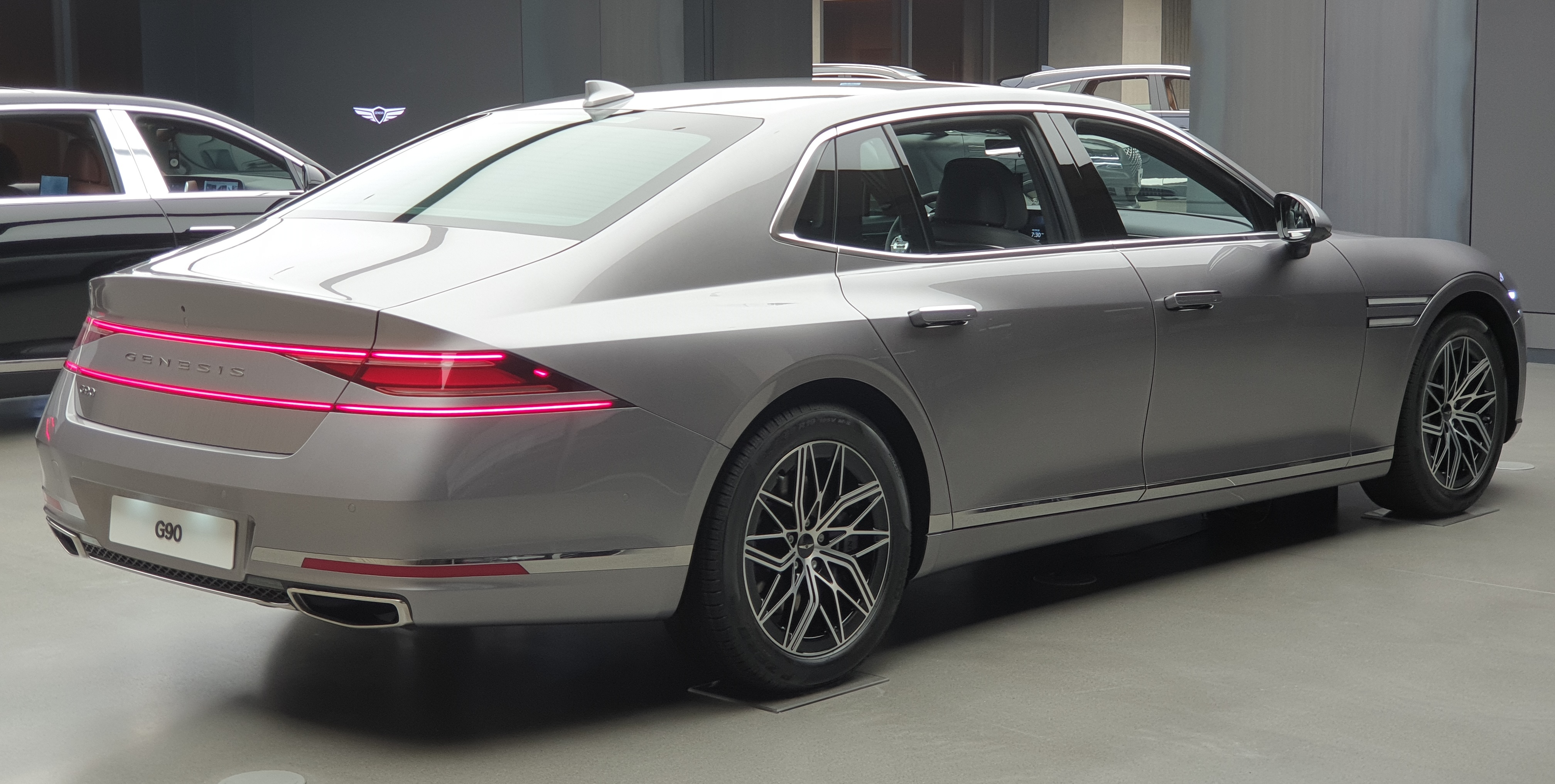